# Bhatia satsumensis
Bhatia satsumensis är en insektsart som beskrevs av Matsumura 1914. Bhatia satsumensis ingår i släktet Bhatia och familjen dvärgstritar. Inga underarter finns listade i Catalogue of Life.